# Настінний Квадрант

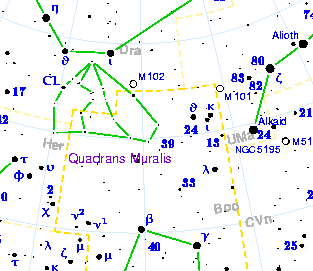
Карта розташування скасованого сузір'я Quadrans Muralis відносно сучасних сузір'їв

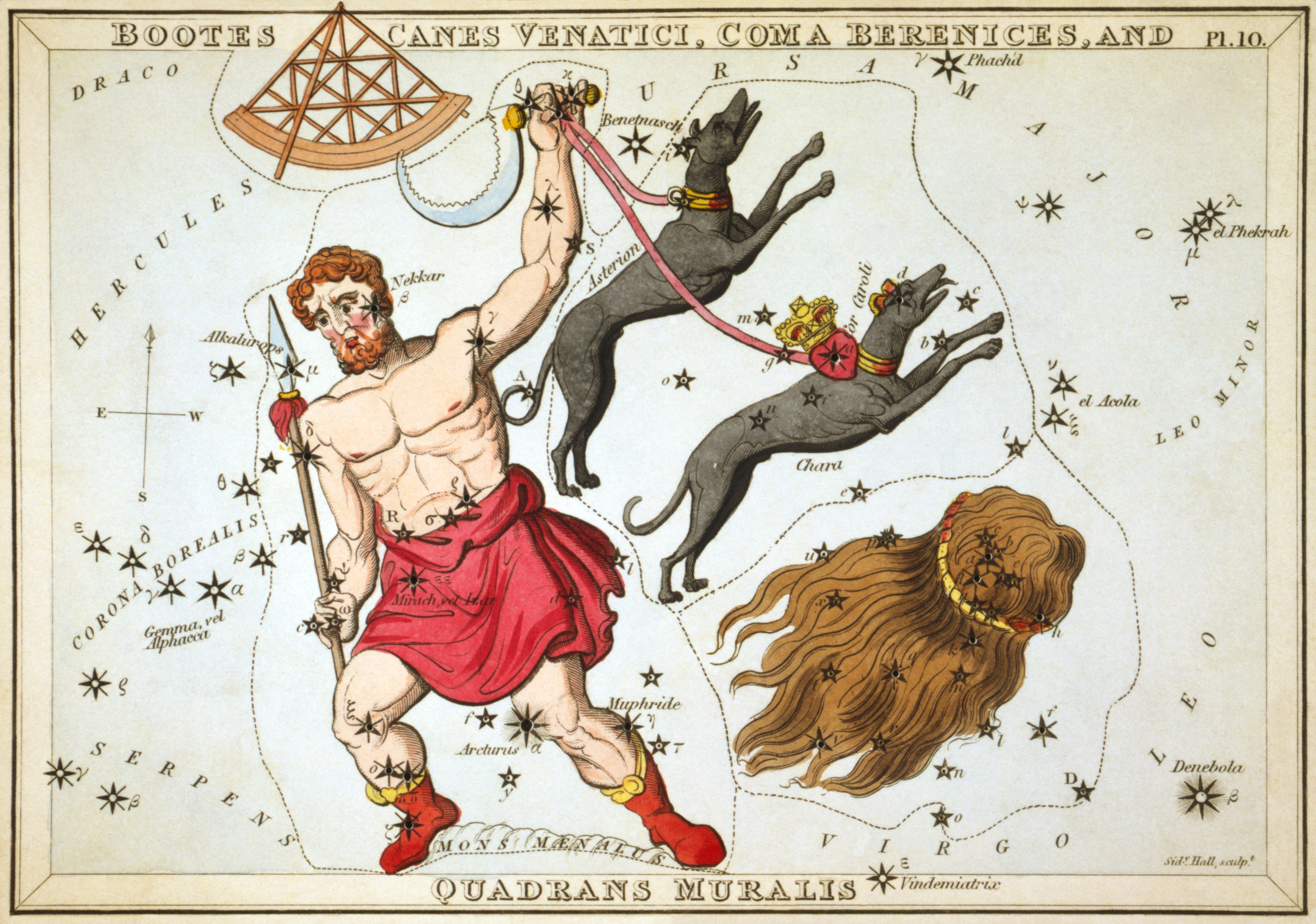
На цій картці 1825 року з набору Дзеркало Уранії сузір'я Настінний Квадра́нт видно у верхньому лівому куті.

Настінний Квадра́нт (лат. Quadrans Muralis) — скасоване сузір'я північної півкулі неба. Запропоноване Жозефом Лаландом та опубліковане під його редакцією в атласі Жана Фортіна у 1795 році. Ймовірно, в сузір'ї увічнено астрономічний інструмент Тихо Браге. Містилося між сузір'ями Волопаса, Геркулеса та Дракона, біля хвоста Великої Ведмедиці, містило зорі між β Волопаса (Неккар) і η Великої Ведмедиці (Алькайд).
Йоганн Елерт Боде, у своєму зоряному атласі Uranographia 1801 року, трохи зменшив сузір'я та зазначив його назву латиною як Quadrans Muralis.
Сузір'я не мало популярності серед астрономів. Міжнародний астрономічний союз не заніс його в офіційний список сузір'їв, його зорі включено в сузір'я Волопаса, Дракона і Геркулеса. Назва сузір'я збереглася в назві метеорного потоку квадрантиди, радіант якого лежить у цьому сузір'ї.